# Accordia
Accordia, noto anche come Accordia Living, è un complesso residenziale situato a Cambridge, in Inghilterra, progettato da Alison Brooks. Il sito occupa 9,5 ettari e comprende 378 abitazioni, costruito in tre fasi. Il complesso ha vinto lo Stirling Prize nel 2008.